# 윤동환 (정치인)
윤동환(1952년 12월 1일 ~ )은 대한민국의 정치인이다. 제38대 강진군수를 역임했다.

## 역대 선거 결과
|  | 5.18% |

|  | 45.32% |